# Anguita (kommunhuvudort)
Anguita är en kommunhuvudort i Spanien.   Den ligger i provinsen Provincia de Guadalajara och regionen Kastilien-La Mancha, i den centrala delen av landet, 130 km nordost om huvudstaden Madrid. Anguita ligger 1 123 meter över havet och antalet invånare är 254.
Terrängen runt Anguita är huvudsakligen platt, men åt sydost är den kuperad. Runt Anguita är det mycket glesbefolkat, med 2 invånare per kvadratkilometer. Närmaste större samhälle är Medinaceli, 17,1 km norr om Anguita. 